# Affiches parisiennes
 (août 2024).
Si vous disposez d'ouvrages ou d'articles de référence ou si vous connaissez des sites web de qualité traitant du thème abordé ici, merci de compléter l'article en donnant les références utiles à sa vérifiabilité et en les liant à la section « Notes et références ».
Affiches parisiennes est un journal hebdomadaire d’annonces légales et d'information juridique, dont le siège est à Paris. Il est habilité pour la publication des annonces légales sur les départements de Paris (75), Hauts-de-Seine (92), Seine-Saint-Denis (93) et Val-de-Marne (94).

## Parution
Le journal Affiches parisiennes paraît le vendredi, il est diffusé sur abonnement, ou au numéro au siège du journal, 3 rue de Pondichéry dans le 15e arrondissement de Paris.

## Contenu
Il publie non seulement les annonces légales des sociétés, mais également les avis de l’ensemble des ventes de biens immobiliers par adjudication dans les départements 75, 92, 93 et 94. Des tableaux récapitulent les ventes à venir dans les Chambres des notaires et dans les Tribunaux de Grande Instance (ventes par ministère d’avocat). Les résultats de ces ventes sont également publiés juste après chaque audience. Ces tableaux constituent une aide précieuse pour tous les acquéreurs potentiels et les professionnels du secteur.

## Historique
La loi du 30 décembre 1817 ayant mis fin au monopole du Journal Général d’Affiches, plusieurs journaux d’annonces parurent simultanément au début de l’année 1818, dont Affiches Parisiennes, domicilié 24 place du Louvre, seul journal d’annonces légales à paraître sous le même titre depuis près de deux siècles. Après quelques années, Affiches Parisiennes était parvenu, selon l’un de ses administrateurs, à publier près de 85 % des annonces sur Paris. À cette époque, Affiches Parisiennes paraît tous les jours, y compris le samedi et le dimanche !
En 1842, la « une » d’Affiches Parisiennes indique : journal « paraissant aussi une fois par semaine en placards affichés dans Paris ». Le journal est alors autorisé par la Cour Royale de Paris pour insérer les annonces judiciaires. La plupart des journaux d’annonces légales étaient alors affichés dans les grandes villes de France, ceci expliquant qu’on trouve le mot « affiches » dans beaucoup de noms de journaux d’annonces légales.
Le 31 octobre 1851, la une du journal annonce que le siège d’Affiches Parisiennes est transféré « pour cause de démolition, rue des Fossés-Saint-Germain-l’Auxerrois, N°47, vis-à-vis de la colonnade du Louvre ». Nouveaux transferts au 114 rue de Rivoli le 27 juin 1853, puis au 144 rue de Rivoli le 26 avril 1855.
En 1870, le préfet du département de la Seine s’appelle Georges-Eugène Haussmann, dont le programme de grands travaux a remodelé plus de la moitié de la capitale. À cette époque, quatre journaux sont habilités par le baron Haussmann : Le Journal Général d’Affiches, La Gazette des Tribunaux, Le Droit et Affiches Parisiennes.
À dater du 1er décembre 1906, le journal ne paraît plus les dimanches et jours de fêtes. La parution le samedi cesse pendant la Seconde Guerre mondiale et n’est pas reprise ensuite. Le journal paraît alors tous les jours, du lundi au vendredi.
En 1945, par décision du ministre de l’Information, les journaux d’annonces légales s’associent dans un « groupement temporaire », qui réunit initialement : « Affiches Parisiennes, Petites Affiches, Gazette du Palais, Gazette des Tribunaux, La Loi, Le Journal spécial des sociétés françaises par actions, Archives commerciales de la France, Les Annonces de la Seine, Le Quotidien juridique, La Revue pratique de législation et de jurisprudence du Tribunal de Commerce de la Seine et L’Argus.
Puis, progressivement, ces journaux vont reprendre leur indépendance. Le 6 novembre 1945, ils ne sont plus que deux : Affiches Parisiennes et Petites Affiches. Le 9 avril 1946, Affiches Parisiennes et Petites Affiches se séparent et redeviennent concurrents. Un journal passe, de 1947 à 1953, sous le contrôle d’Affiches Parisiennes : il s’agit du Répertoire foncier.
La loi du 4 janvier 1955 va imposer une diffusion minimale pour être habilité à publier les annonces judiciaires et légales, incitant des journaux à se regrouper. Le 3 janvier 1956, on peut lire dans la une du journal : « À la suite de l’application de la loi du 4 janvier 1955 et de la concentration qui en a découlé, certains journaux d’annonces judiciaires et légales se sont regroupés autour des Affiches Parisiennes : Le Quotidien Juridique, Archives commerciales de la France et Le Publicateur Légal ». Le 16 février 1956, Le Quotidien Juridique reprend son indépendance. Pendant quarante ans, la une du journal affichera les trois noms : Affiches Parisiennes et départementales, Archives commerciales de la France et Le Publicateur Légal. À partir du 1er janvier 1996, seul Le Publicateur Légal figure avec Affiches Parisiennes. Ils sont rejoints le 1er janvier 1998 par La Vie Judiciaire. À partir du 1er janvier 2014, le journal est imprimé en couleurs et publié sous le titre unique Affiches Parisiennes.
Entretemps, le rythme de parution a changé. Le journal ne paraît plus le mardi à partir du 1er octobre 1976, et plus le jeudi à dater du 1er juillet 1981. Il devient alors trihebdomadaire (lundi, mercredi et vendredi) et l’est resté jusqu’au 31 décembre 2013. Le 1er janvier 2014 le journal devient bi-hebdomadaire (mardi et vendredi).
Le 22 août 2006, le siège du journal est transféré au 15 rue du Louvre. Jusque fin 2015, les adresses successives des Affiches Parisiennes se sont toutes situées dans un petit périmètre à proximité du Louvre.
Depuis décembre 2015, le siège du journal se situe 3 rue de Pondichéry, dans le 15e arrondissement de Paris.
En Avril 2018, Legal2digital (L2D), entité numérique de l’éditeur de presse Les Affiches Parisiennes et experte dans les démarches administratives des sociétés. Cette dernière acquiert la totalité du capital d’Agence Juridique pour se renforcer, dans un marché en très fort développement.